# یان بورخرس
یان بورگِرز ( هلندی: Jan Burgers)؛ زاده ۱۳ ژانویهٔ ۱۸۹۵ درگذشته ۷ ژوئن ۱۹۸۱) فیزیک‌دان هلندی بود.